# Xã Sauter, Quận Walsh, Bắc Dakota
Xã Sauter (tiếng Anh: Sauter Township) là một xã thuộc quận Walsh, tiểu bang Bắc Dakota, Hoa Kỳ. Năm 2010, dân số của xã này là 37 người.